# Moravský Žižkov
Moravský Žižkov település Csehországban, Břeclavi járásban. Moravský Žižkov Prušánky, Hrušky, Břeclav, Ladná és Velké Bílovice településekkel határos. Lakosainak száma 1488 fő (2024. január 1.).

## Népesség
A település lakosságának változását az alábbi diagram mutatja:
| Lakosok száma | 579  | 861  | 1012 | 1444 | 1460 | 1380 | 1439 | 1452 | 1400 | 1488 |
|               | 1869 | 1900 | 1921 | 1961 | 1980 | 2011 | 2016 | 2019 | 2021 | 2024 |